# 1004 (szám)
Az 1004 (római számmal: MIV) egy természetes szám.

## A szám a matematikában
A tízes számrendszerbeli 1004-es a kettes számrendszerben 1111101100, a nyolcas számrendszerben 1754, a tizenhatos számrendszerben 3EC alakban írható fel.
Az 1004 páros szám, összetett szám. Kanonikus alakban a 22 · 2511 szorzattal, normálalakban az 1,004 · 103 szorzattal írható fel. Hat osztója van a természetes számok halmazán, ezek növekvő sorrendben: 1, 2, 4, 251, 502 és 1004.
Két szám valódiosztó-összegeként áll elő, ezek a 732 és az 1012.

## A szám a csillagászatban
- 1004 Belopolskya kisbolygó